# Blankpannad kalögonbroms
Blankpannad kalögonbroms (Tabanus glaucopis) är en tvåvingeart som beskrevs av Johann Wilhelm Meigen 1820. Blankpannad kalögonbroms ingår i släktet Tabanus och familjen bromsar. Enligt den svenska rödlistan är arten sårbar i Sverige. Arten förekommer i Götaland och Svealand. Artens livsmiljö är våtmarker, jordbrukslandskap, sjöar och vattendrag. Inga underarter finns listade i Catalogue of Life.